# پل کریمه
پل کریمه (به روسی: Крымский мост، آوانگاری Krymskiy most؛ IPA: [ˈkrɨmskʲij most]، اوکراینی: міст через Керченську протокуیاКримський міст)، پلی است که شبه‌جزیره کریمه را به سایر نقاط روسیه متصل می‌کند.

## خصوصیات عمومی
این پل از دو بخش جاده و راه آهن تشکیل شده‌است. پل‌ها از شبه جزیره تامان شروع می‌شوند، از توزلین و سپس جزیره توزلا می‌گذرند. بینی سفید بینی را دور می‌زند و به ناحیه کرچ ختم می‌شود. طول خط راه‌آهن کمی بیشتر از دیگری است - ۱۸٫۱ کیلومتر. طول جاده ۱۷ کیلومتر است. عرض پل کریمه با احتساب خطوط عقب و ایمنی ۲۳٫۱ متر است.
این پل بر روی پایه‌های بلند ساخته شده‌است. وزن کل پایه‌ها متشکل از ۵۹۵ تکیه گاه ۲۶۰۰۰۰ تن می‌باشد. فاصله بین اسکله‌ها بین ۵۵-۶۳ متر متغیر است. کانال حمل و نقل از قسمت پشتی پل عبور می‌کند. طول این قسمت ۲۲۷ متر است. این منطقه ۴۵ متر ارتفاع و ۱۸۵ متر عرض دارد.
بزرگراه دارای چهار خط است و در رده IB قرار دارد. سرعت تخمینی ترافیک روی پل ۱۲۰ کیلومتر بر ساعت است. حداکثر سرعت مجاز واقعی ۹۰ کیلومتر در ساعت. ترخیص خودرو ۴۰۰۰۰ در روز است. رکورد روزانه فعلی در ۱۶ اوت ۲۰۲۰ ثبت شده‌است.

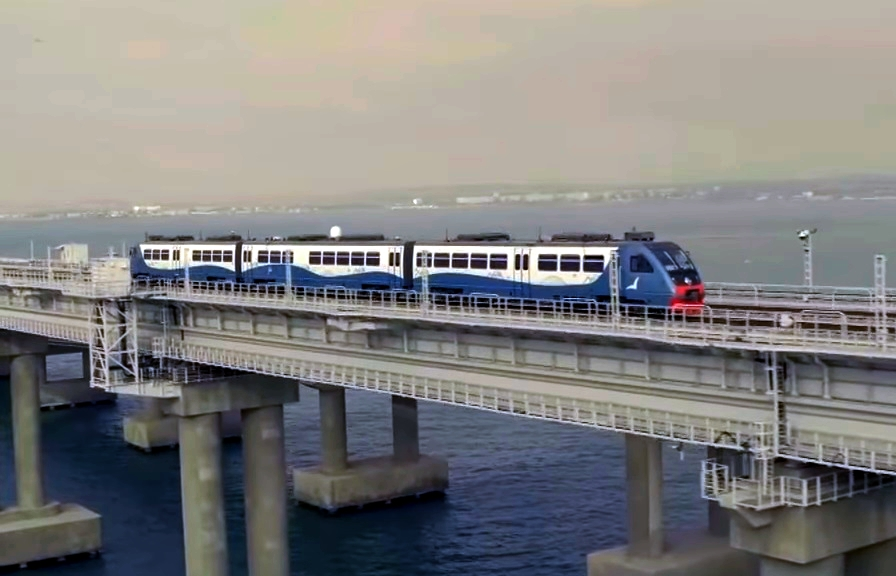
پل کریمه